# Lothar Krieg
Lothar Krieg, född den 10 december 1955 i Darmstadt, Hessen, är en västtysk friidrottare inom kortdistanslöpning.
Han tog OS-brons på 400 meters-stafetten vid friidrottstävlingarna 1976 i Montréal. 